# Chors (peuple)
Pour les articles homonymes, voir Chors.
Cet article concerne le peuple chor. Pour la langue chor, voir Chor.
Les Chors sont un peuple turc d'Asie centrale, vivant sur les rives du Tom, dans l'actuel Kouzbass (Russie). Ils font partie des Tatars de Kouznetsk (nommés ainsi à cause de leurs aptitudes de forgerons, Kouznets(y) en russe), eux-mêmes une branche des Altaïens. Ils ont donné leur nom à la Choria montagneuse, autour de Tachtagol.
Proches des Khakasses et des Altaïens pour la langue, et des Altaïens et Tchoulymes pour la culture.